# Софиевка (Золотоношский район)
Софиевка (укр. Софіївка) — село в Золотоношском районе Черкасской области Украины.
Население по переписи 2001 года составляло 654 человека. Почтовый индекс — 19721. Телефонный код — 4737.
В селе родился Герой Советского Союза Николай Лысенко.

## Местный совет
19721, Черкасская обл., Золотоношский р-н, с. Софиевка